# Theni Allinagaram
Theni Allinagaram (alternativt bara Theni) är en stad i den indiska delstaten Tamil Nadu, och är huvudort för distriktet Theni. Folkmängden uppgick till 94 453 invånare vid folkräkningen 2011.